# St.-Andreas-Bobola-Kirche (Gudniki)
Die heutige St.-Andreas-Bobola-Kirche in Gudniki (deutsch Gudnick) wurde im 14. und 15. Jahrhundert in zwei Bauabschnitten erbaut. Sie war von 1528 bis 1945 evangelisches Gotteshaus für den Sprengel Gudnick der Pfarrei Langheim-Gudnick (polnisch Łankiejmy-Gudniki) in Ostpreußen. Heute ist sie katholische Filialkirche der Pfarrei Reszel (deutsch Rößel) in der polnischen Woiwodschaft Ermland-Masuren.

## Geographische Lage
Gudniki liegt in der nördlichen Mitte der Woiwodschaft Ermland-Masuren, sieben Kilometer nördlich der einstigen Kreisstadt Reszel (deutsch Rößel). Durch den Ort verläuft die Woiwodschaftsstraße 590, die Barciany (Barten) über Korsze (Korschen) mit Biskupiec (Bischofsburg) verbindet. Die nächste Bahnstation ist Korsze.
Die Kirche steht in der Ortsmitte auf der östlichen Seite der Hauptstraße.

## Kirchengebäude
Der Baubeginn der Kirche in Gudnick wird in die Mitte des 14. Jahrhunderts datiert – wenige Jahre nach der Ortsgründung um 1340. Im Jahre 1483 wurde die Kirche erstmals urkundlich erwähnt. Der Kirchbau vollzog sich in zwei Abschnitten. Der westliche Teil ist der ältere, der jüngere Ostteil mit angebauter Sakristei entstand in der zweiten Hälfte des 15. Jahrhunderts.
Bei dem Gebäude handelt es sich um einen verputzten Feldsteinbau, der mehrfach erneuert, aber nur wenig umgestaltet wurde. In den Jahren 1731 bis 1733 wurde er umfassend restauriert, wobei an der Südseite eine Vorhalle errichtet wurde. Außerdem erhielt die Sakristei einen geschweiften Giebel, und der Ostgiebel und teilweise auch der Westgiebel der Kirche wurden erneuert. An der Westseite erfolgte die Anlage eines Turmstumpfes.
Weitere Restaurierungen wurden in den Jahren 1855, 1905 und 1924 vorgenommen. Die Jahreszahlen dazu sind am Ostgiebel dokumentiert. 1927 fand eine Verbreiterung der Fenster statt.
Der Innenraum der Kirche hat eine flache hölzerne Balkendecke. Im Jahre 1744 wurde sie von Johann Jerusalem aus Friedland (Ostpreußen) (heute russisch Prawdinsk) volkstümlich bemalt.
Der Altar stammt aus dem Jahre 1626 und wurde 1715 mit Rautenwerk ergänzt. Die Kanzel an der Kirchennordseite wurde 1656 angefertigt und erhielt 1744 einen Schalldeckel. Die bemalte Empore wurde in der Mitte des 18. Jahrhunderts eingebaut. Auf ihr fand um 1740 die Orgel ihren Platz. Vom Ende des 16. Jahrhunderts ist noch eine Trinitas-Darstellung erhalten.
Das Geläut hängt in einem freistehenden hölzernen Glockenträger.
In vorreformatorischer Zeit entstanden, diente die Kirche ab 1528 als evangelisches Gotteshaus. Bis 1945 war sie Filialkirche der vereinigten Kirchengemeinden Langheim (Łankiejmy) und Gudnick (Gudniki) mit Pfarrsitz in Langheim. Danach wurde sie ein katholisches Gotteshaus und erhielt den Namen des Heiligen und Märtyrers Andreas Bobola. Sie untersteht jetzt dem Pfarramt in Reszel (Rößel).
Baulich wurde die Kirche dem veränderten liturgischen Gebrauch angepasst.

## Kirchengemeinde
Eine Kirche entstand in Gudnick bereits in der Zeit vor der Reformation. Sie unterstand bis 1528 der Pfarrei in Rößel.

### Evangelisch

#### Kirchengeschichte
Als mit der Reformation 1525 die lutherische Konfession in Ostpreußen Fuß fasste, blieb die Gudnicker Kirche noch drei Jahre bei ihrer bisherigen Pfarrei. Am 10. Juni 1528 kam sie zum Kirchspiel Langheim (polnisch Łankiejmy), zu dem bis 1538 auch die Kirche Groß Schwansfeld (Łabędnik) gehörte. 1692 bis 1736 war die Kirche in Gudnick selbständig, gehörte von 1736 bis 1768 wieder zu Langheim und dann endgültig ab 1870. Der Pfarrsitz der beiden verbundenen Kirchengemeinden blieb in Langheim, auch wenn zwischenzeitlich Geistliche im eigenen Gudnicker Pfarrhaus wohnten. Bis 1945 gehörte Gudnick mit Langheim zum Kirchenkreis Rastenburg (Kętrzyn) in der Kirchenprovinz Ostpreußen der Kirche der Altpreußischen Union.
Die beiden Kirchengemeinden zählten 1925 insgesamt 5000 Gemeindeglieder, von denen allein 2800 zum Sprengel Gudnick gehörten. Das Kirchenpatronat beider Gemeinden oblag der von der Groebenschen Familienstiftung mit Sitz in Langheim.
Flucht und Vertreibung der einheimischen Bevölkerung setzten der evangelischen Gemeinde im nun „Gudniki“ genannten Dorf nach 1945 ein Ende. Heute hier lebende evangelische Kirchenglieder gehören zur Pfarrei Kętrzyn (Rastenburg) innerhalb der Diözese Masuren der Evangelisch-Augsburgischen Kirche in Polen.

#### Kirchspiel
Zum Pfarrsprengel Gudnick gehörten bis 1945 lediglich das Dorf und (bis 1928) das Gut Gudnick mit dem Vorwerk Mühlhufen (polnisch Młynisko, nicht mehr existent).

#### Pfarrer
Weitestgehend vom Pfarramt in Langheim betreut, gab es für Gudnick doch auch Zeiten eines eigenen Pfarrers:
- Jacob Schröder, 1692–1703
- Christ. Fr. Heilmeyer, bis 1736
- Friedrich Wilhelm Schumacher, 1768–1777
- Gottlieb Theodor Weber, 1777–1780
- Johann Friedrich Worm, 1780–1792
- Friedrich Theodor Weichert, 1796–1808
- Georg Carl Fleischer, 1808–1823
- Carl Julius Franz Hecht, 1832–1836

### Katholisch
In der Zeit vor 1945 lebten nur wenige Katholiken im Bereich Gudnicks. An der Kirche amtierten bis 1528 katholische Geistliche. Als diese den Lutheraner übergeben wurde, wichen die katholischen Kirchenglieder nach Rößel (Reszel), Rastenburg (Kętrzyn) bzw. Korschen (Korsze) aus. Alle drei Pfarrgemeinden gehörten seinerzeit zum Bistum Ermland.
Mit der Ansiedlung polnischer Neubürger in Gudnick nach 1945 sammelten sich hier zahlreiche katholische Kirchenglieder, die die bisher evangelische Kirche für sich reklamierten. Sie wurde der Pfarrei in Reszel (Rößel) im jetzigen Erzbistum Ermland unterstellt.